# Fragata iraní Alvand
La fragata iraní Alvand (del persa: ناوچه الوند), es una fragata de origen británico clase Mark V construida por Vosper, también conocida como fragata clase Alvand, que fue asignada en 1971 como parte de un pedido de cuatro buques; es el primer buque de la clase y el buque insignia de la Armada de la República Islámica de Irán.

## Historia
El barco se llamó originalmente Saam, el primero de la clase Saam, que llevaba este nombre en recuerdo de Sām, un héroe mítico de la antigua Persia, y un personaje importante en el libro Shahnameh. Pero después de la Revolución Islámica fue cambiado el nombre a clase Alvand, por la cadena montañosa Alvand y porque este buque, siendo la nave principal, fue renombrado Alvand.
Los iraníes tenían originalmente cuatro de ellas, pero una, la Sahand, fue hundida tras ser atacada con misiles Harpoon y bombas guiadas por láser en 1988 lanzadas desde un A-6 Intruder. Otra, la Sabalan, fue puesta fuera de combate por una bomba guiada por láser durante el mismo ataque y tuvo que ser remolcada, pero volvió a entrar en servicio tiempo después.
El buque rara vez se ve fuera del Golfo Pérsico hoy en día, aunque se unió a la Operación Puentes de la Amistad de la Marina de la India, celebrada en Bombay el 17 de febrero de 2001 para celebrar el 50.º aniversario de la república de la India, donde 60 buques de la India y 24 buques extranjeros, incluidos los Alvand participaron. La Alvand parecía estar en buen estado a pesar de tener treinta años. En 2010 participó en el 60.º aniversario de la Marina de Sri Lanka.

## Paso del Canal de Suez
EL 18 de febrero de 2011, la República de Egipto dio por primera vez desde la revolución islámica, permiso para que un barco de guerra iraní pase por el Canal de Suez. Egipto aprobó dicho paso. Israel ha calificado el viaje de "provocación". Los buques son la fragata Alvand y el barco de apoyo Kharg. Su misión, según comunicaron en enero las autoridades iraníes, es la de formar a los cadetes en la lucha contra la piratería marítima. Por su parte, el portavoz de la Casa Blanca, Jay Carney, ha advertido este viernes que EE. UU. está "observando" la situación. "Pero también diremos que Irán no tiene un historial de comportamiento responsable en la región", ha añadido.
La agencia oficial egipcia de noticias MENA informó que la solicitud de las naves para transitar el Canal de Suez, afirmaba que no portaban armas o materiales nucleares y químicos.
La Alvand, de 1500 toneladas, normalmente está armada con misiles antibuque y torpedos, mientras que el Kharg, más grande de 33 000 toneladas, tiene una tripulación de 250 y con capacidad para tres helicópteros, según ha dicho la agencia de noticias oficial de Irán Fars.
El 21 de febrero de 2011, la Agencia AFP informa que el paso de dos buques de guerra iraníes a través del Canal de Suez se aplazó hasta el miércoles, citando una fuente en la administración del canal. Israel sigue expresando su gran preocupación por el paso de barcos en el Mediterráneo.
La fuente no dio información acerca de la demora. De acuerdo con informes anteriores, los barcos iraníes alcanzarían el canal desde el sur el 21 de febrero a las 6.
Autoridades del Canal ayer, según fuentes extranjeras, dijeron, "Hoy (domingo), ayer, un día antes los buques de guerra iraníes debían pasar por el Canal de Suez". Pero los funcionarios del canal, dijeron en privado que Irán podría enviar a través del canal el lunes. Funcionarios egipcios dijeron que los dos buques se estimaba llegarían a la entrada del Canal (extremo sur del Canal de Suez), el domingo, permtiéndoseles entrar en el canal de lunes por la mañana, y en la tarde se espera que hayan pasado por el canal entero, llegando al extremo norte de la salida.
Tanto el Alvand y el Kharq son totalmente superados por las corbetas israelíes clase Eilat (Saar V) y no tienen defensas para trabar combate contra unidades de superficie de Israel, submarinos o sus fuerzas aéreas. Son de valor propagandístico y como algunos sugieren que se trataría de escolta de convoyes hacia Gaza. El peligro, por supuesto, es que los iraníes podrían tener como propósito el envío de los barcos en el Mediterráneo para provocar una respuesta israelí y encender un conflicto entre las dos naciones con desestabilizar aún más la región.
Finalmente  el día 23 de febrero de 2011, los dos barcos iraníes cruzaron el Canal de Suez, provocando espanto en Israel. El hecho en sí careció de trascendencia inmediata. Aunque el primer ministro israelí, Benjamín Netanyahu, habló de "situación grave" y el ministro de Asuntos Exteriores, Avigdor Lieberman, calificó el viaje de "provocación", el ministro de Defensa, Ehud Barak, matizó que se trataba de "una provocación sin consecuencias para la seguridad del país". El Ejército de Israel interpretó que Irán solo aspiraba a comprobar si la crisis política en Egipto le concedía un margen de maniobra adicional. La comprobación, en cualquier caso, tuvo éxito.
Las dos unidades, la fragata Alvand y el buque de apoyo Kharg, habían atracado el 24 de febrero en el puerto sirio de Lattakia, en el Mediterráneo, en el marco de un programa de cooperación en adiestramiento entre ambos países. El 5 de marzo de 2011 volvieron al Mar Rojo después de atravesar el Canal de Suez. Según afirmó el comandante de la Marina iraní, almirante Habibollah Sayari, citado por la agencia Irna.